# Siphonella longiflora
Siphonella longiflora là một loài thực vật có hoa trong họ Kim ngân. Loài này được (Torr. & A. Gray) Small miêu tả khoa học đầu tiên năm 1903.